# Gormiti
Gormiti är en serie med små leksaksfigurer av plast, skapade av den italienska leksakstillverkaren Giochi Preziosi S.p.A 2005. Gormiti är egentligen pluralformen av Gormita. 
Med varje figur medföljer två kort som ger en del fakta om figuren.
I den fiktiva världen Gorm där gormiti lever är de indelade i stammar, där vissa är goda och andra är onda. De goda leds av Vecchio Saggio (den gamle vise) och de onda av Magor. 2008 finns det två uppsättningar av figurer: den första som är märkt series 1, och den andra som är märkt, series 2. Den andra uppsättningen av figurer finns även i något annorlunda material och är då märkt atomic. Flera uppsättningar av figurer finns, i Italien gavs series 3 - Final Evolution ut under 2007. Series 3 - Final Evolution har även släppts i Sverige med svensk text på korten.

## Figurer i de olika serierna

### Figurer i series 1
I den första serien finns sex stammar om vardera sex figurer: Luftfolket, Skogsfolket, Havsfolket, Jordfolket, Lavafolket och Magmafolket.

### Figurer i series 2 och atomic
I den andra serien "atomic" finns fem stammar om vardera fem figurer: Luftfolket, Skogsfolket, Havsfolket, Jordfolket och Vulkanfolket.